# Hieracium alphostictum
Hieracium alphostictum là một loài thực vật có hoa trong họ Cúc. Loài này được Dahlst. mô tả khoa học đầu tiên năm 1901.